# Puccinia loudetiae
Puccinia loudetiae ist eine Ständerpilzart aus der Ordnung der Rostpilze (Pucciniales). Der Pilz ist ein Endoparasit von  Loudetia-Arten. Symptome des Befalls durch die Art sind Rostflecken und Pusteln auf den Blattoberflächen der Wirtspflanzen. Das Verbreitungsgebiet umfasst Sierra Leone und Uganda.

## Merkmale

### Makroskopische Merkmale
Puccinia loudetiae ist mit bloßem Auge nur anhand der auf der Oberfläche des Wirtes hervortretenden Sporenlager zu erkennen. Sie wachsen in Nestern, die als gelbliche bis braune Flecken und Pusteln auf den Blattoberflächen erscheinen.

### Mikroskopische Merkmale
Das Myzel von Puccinia loudetiae wächst wie bei allen Puccinia-Arten interzellulär und bildet Saugfäden, die in das Speichergewebe des Wirtes wachsen. Spermogonien oder Aecidien sind nicht bekannt. Die Uredien wachsen meist unterseitig auf den Blättern des Wirtes. Ihre zimtbraunen Uredosporen sind eiförmig bis ellipsoid, 26–35 × 20–26 µm groß und fein stachelwarzig. Die blattunterseitigen Telien der Art sind dunkelbraun und brechen früh hervor. Die gold- oder haselnussbraunen Teleutosporen sind zweizellig, länglich-eiförmig bis ellipsoid und 30–40 × 17–20 µm groß; ihre Stiele sind bis zu 30 µm lang und gelblich.

## Verbreitung
Das bekannte Verbreitungsgebiet von Puccinia loudetiae schließt Uganda und Sierra Leone ein.

## Ökologie
Die Wirtspflanze von Puccinia loudetiae sind verschiedene Loudetia-Arten. Der Pilz ernährt sich von den im Speichergewebe der Pflanzen vorhandenen Nährstoffen, seine Sporenlager brechen später durch die Blattoberfläche und setzen Sporen frei. Die Art verfügt über einen Entwicklungszyklus mit Telien und Uredien, der ohne Wirtswechsel auskommt. Spermogonien und Aecidien fehlen.